# Sacrestia di Solimena

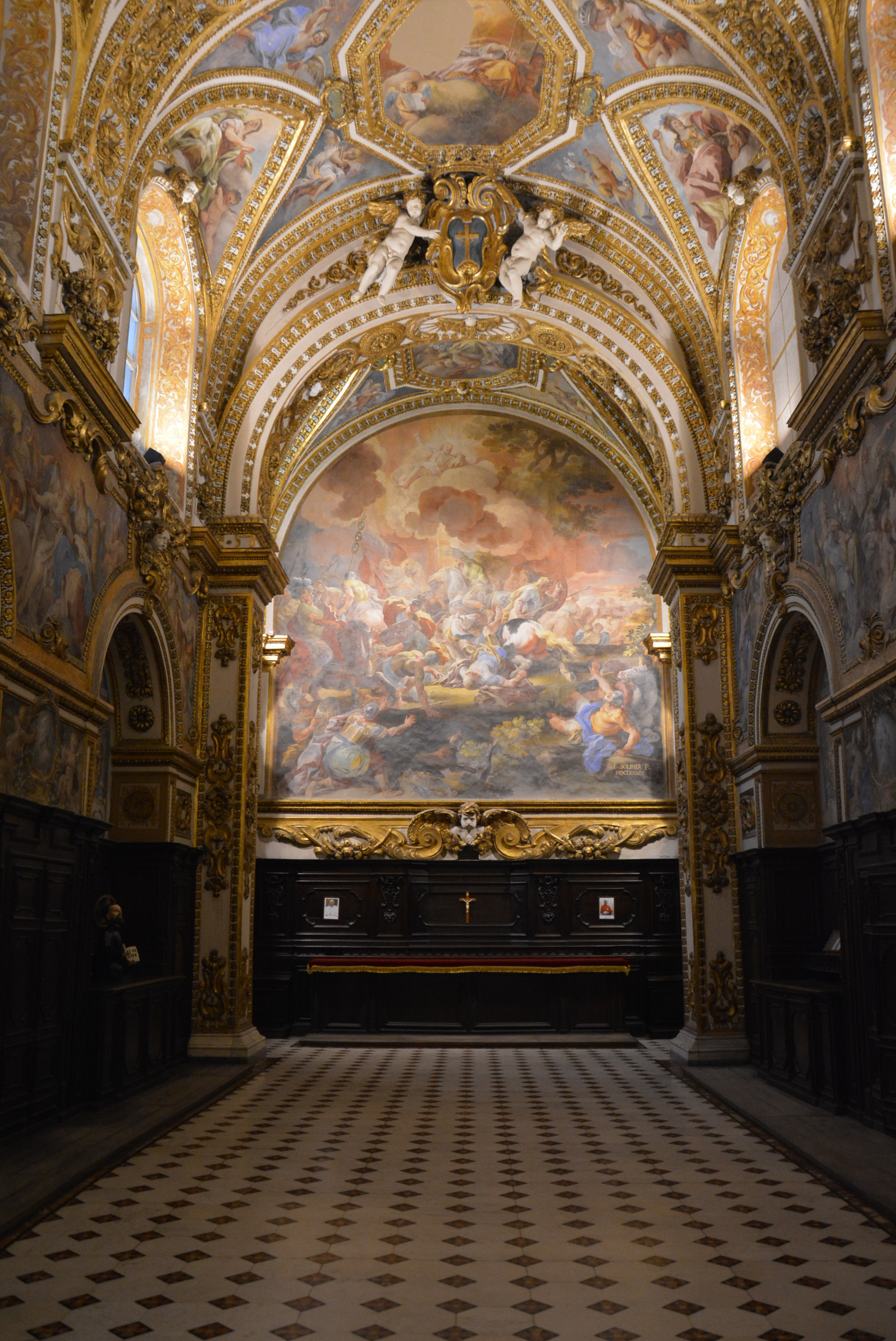
La sacrestia vista verso la Caduta di san Paolo

La sacrestia di San Paolo Maggiore (nota anche come sacrestia di Solimena) è un ambiente della basilica di San Paolo Maggiore di Napoli particolarmente rilevante per gli affreschi che ne decorano pareti e volta, realizzati da Francesco Solimena intorno al 1689.
Il ciclo, che costituisce uno dei primi capolavori artistici del pittore, consta delle scene della Caduta di san Paolo e di Simon Mago sulle pareti frontali, mentre angeli, allegorie e virtù decorano la volta e le pareti laterali.

## Storia

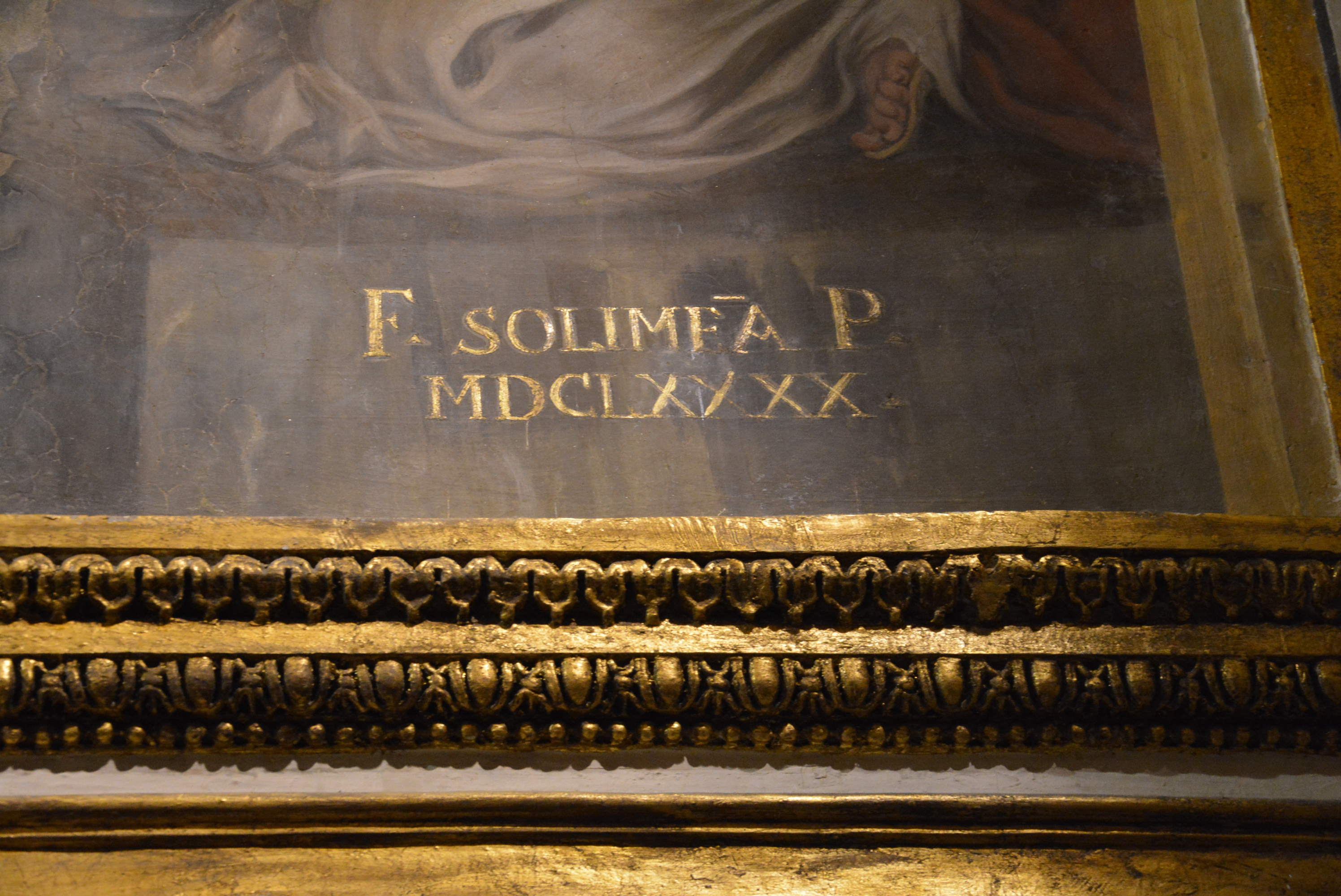
La firma del Solimena sul ciclo di San Paolo

La storia costruttiva della sacrestia non è del tutto nota. Di certo si sa che i cicli di affreschi ebbero inizio nel 1689 e furono commissionati dalla famiglia Carafa, di cui si riportano i nomi nei documenti antichi di Tommaso, all'epoca superiore della basilica, e Giovanni Pietro Carafa, registrato nei pagamenti effettuati in favore del Solimena. La famiglia discendeva da papa Paolo IV, fondatore dell'ordine teatino, e pertanto nutriva un particolare interesse verso la decorazione di questo spazio monastico e in particolare verso l'elogio dei santi Pietro e Paolo.
Le notule di pagamento testimoniano che il corrispettivo complessivo sborsato in favore del Solimena ammontava a circa 6.000 ducati. Di questa somma, i primi 1.000 ducati furono sborsati dall'allora arcivescovo di Napoli Antonio Pignatelli, futuro papa Innocenzo XII, proprio con l'intento di vincolare il pittore serinese alla realizzazione dell'apparato decorativo, in quanto era ben visto dagli ambienti ecclesiastici del tempo.
Numerose ridefinizioni degli spazi architettonici dovute al continuo adattamento con gli edifici circostanti, i quali alteravano l'ambiente basilicale, hanno reso necessari diversi restauri avvenuti durante gli anni settanta del XX secolo, soprattutto per quel che riguarda la parete su cui è affrescata la Caduta di Simon Mago, in quanto maggiormente esposta ai rischi esterni.

## Descrizione
I lavori in sacrestia sono eseguiti secondo i tipici canoni del tardobarocco napoletano. L'intera composizione narrativa risulta particolarmente preziosa sotto il profilo cromatico, eseguita dal Solimena durante la fase di piena maturità artistica. Le scene raffigurate furono realizzate senza particolari direttive da parte dei suoi committenti, eccezion fatta per il tema centrale sui santi Pietri e Paolo, su cui doveva volgere la narrazione.

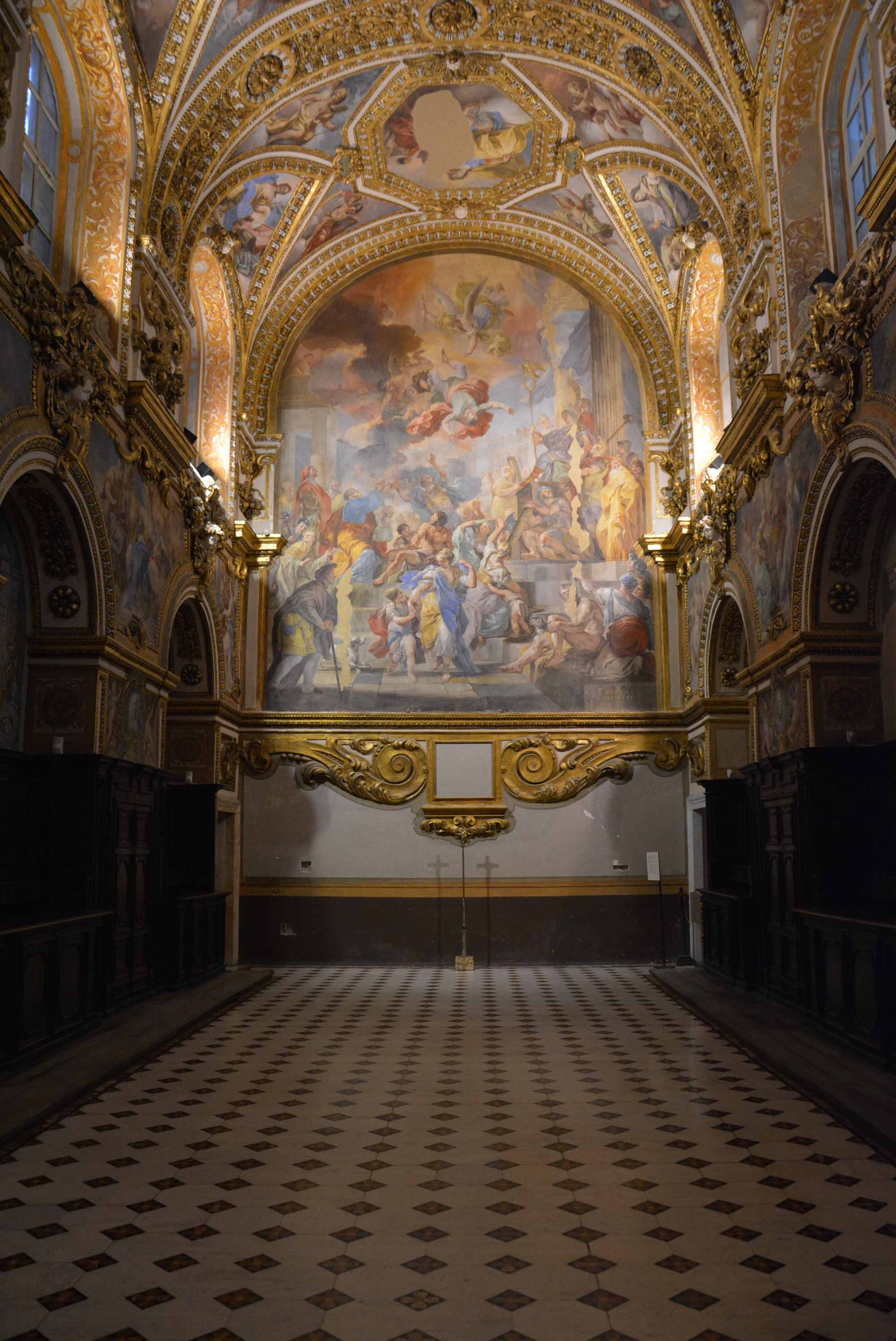
La sacrestia vista verso la Caduta di Simon Mago

Le due grandi storie sulle pareti di fondo, entrambe firmate e datate dal Solimena (8x4 m), trattano una il tema della Caduta di san Paolo, datata 1689, e l'altra della Caduta di Simon Mago, datata 1690. Nella prima scena la concitazione della composizione trova il suo fulcro nella parte centrale, dov'è un cavallo bianco e nero e, più in basso, Saulo caduto dalla sella dopo esser stato folgorato da Dio, raffigurato invece in alto tra le nubi dorate. Nella seconda il tema è quello della caduta di Simone Mago, teologo e occultista che vantava la realizzazione di una serie di prodigi e miracoli, che per questo motivo venne condannato da Dio dietro le preghiere di san Pietro e Paolo, ritratti più in basso con le braccia al cielo mentre guardano l'eretico gettato nel vuoto dai suoi stessi demoni.

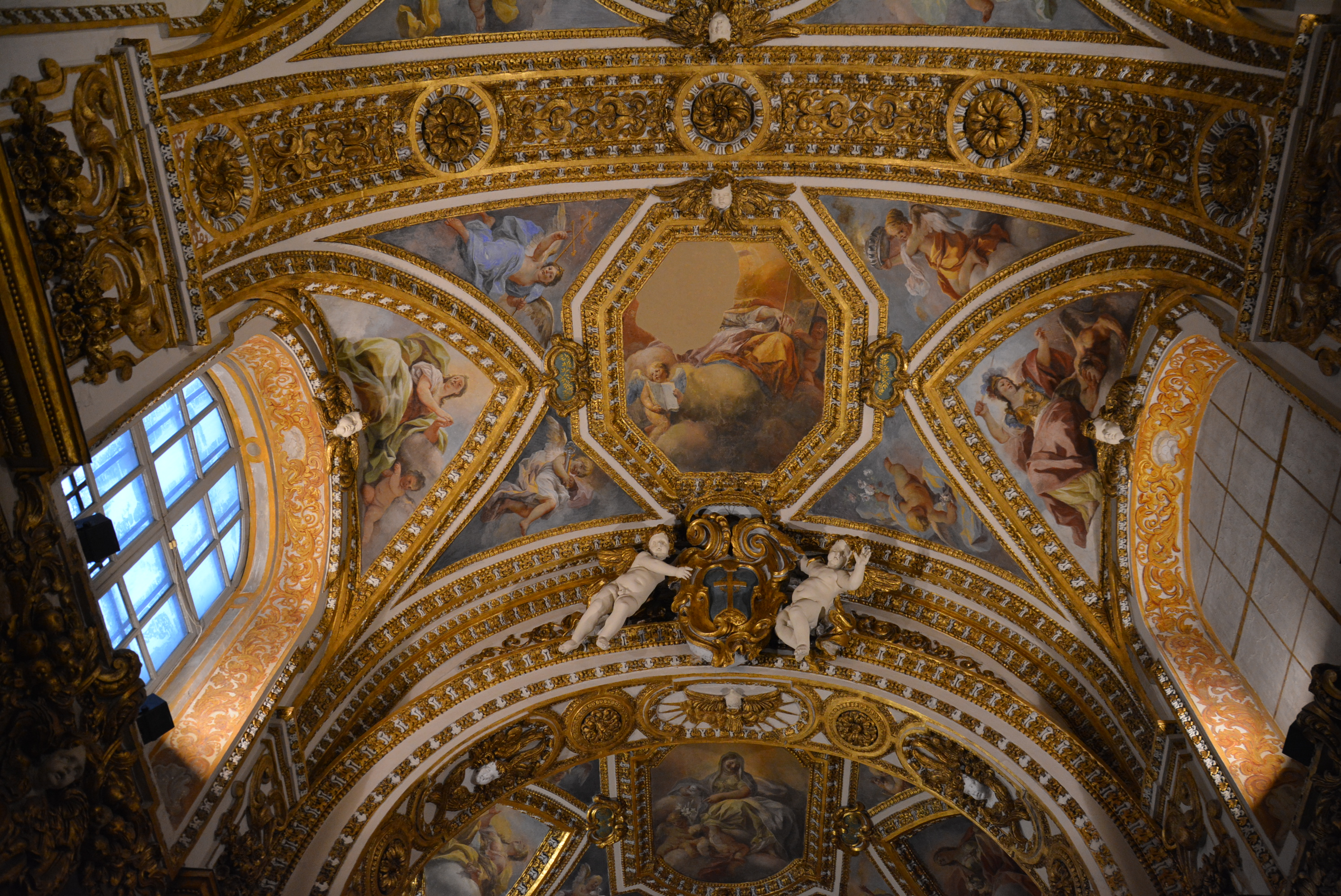
Particolare della volta

Lo stesso pittore realizzò poi nelle otto centine laterali (quattro per parete) angeli, allegorie e virtù (sia teologali che cardinali), incorniciati da stucchi dorati a motivi fitomorfi e floreali compiuti da Lorenzo Vaccaro appena due anni prima del ciclo di affreschi, quindi nel 1687. Nei quattro scomparti posti all'estremità delle pareti sono affrescati angeli musicanti (con l'arpa, con l'organo, con il liuto e con il violoncello). In ognuno dei quattro scomparti centrali delle pareti lunghe sono invece disposte tre figure femminili rappresentanti virtù: quindi la Fede, Speranza e Carità e i Doni dello Spirito Santo su un lato, mentre sull'altro la Temperanza, Prudenza e Fortezza e, infine, l'Abbondanza, Giustizia e Pace. Al di sotto di questi ultimi scomparti sono infine altre centine incorniciate in stucchi dorati con affrescati coppie di angeli reggenti medaglioni contenenti i ritratti dei quattro fondatori dell'ordine dei Teatini: San Gaetano da Thiene, Paolo IV (alias Gianpietro Carafa), Bonifacio de' Colli e Paolo Consiglieri.
La decorazione della volta è infine scandita in quattro fasce scandite anch'esse a loro volta da stucchi dorati finemente scolpiti da Lorenzo Vaccaro. Ogni fascia è caratterizzata da un riquadro centrale raffigurante un'allegoria, contornato da spicchi con putti con i simboli cristologici e, più all'estremità, da due lunette recanti altre figure allegoriche. 
Oltre al ciclo di affreschi è presente nella sala anche mobilia di fine Seicento, in particolare un armadio circolare che ruota intorno alle pareti laterali a quella di fondo sotto l'affresco di San Paolo. Quest'ultima anta ospitava in origine un orologio in tartaruga ornato da finiture bronzee, risalente al 1678 e firmato da Lorenzo Shaiter è tuttavia ricollocato oggi in ambienti del complesso monastico, mentre sull'altra parete di fondo, priva di mobilia, era un piccolo dipinto della Natività di scuola giordanesca incorniciato dagli stessi stucchi dorati del Vaccaro che seguono la decorazione della cappella.

## Galleria d'immagini

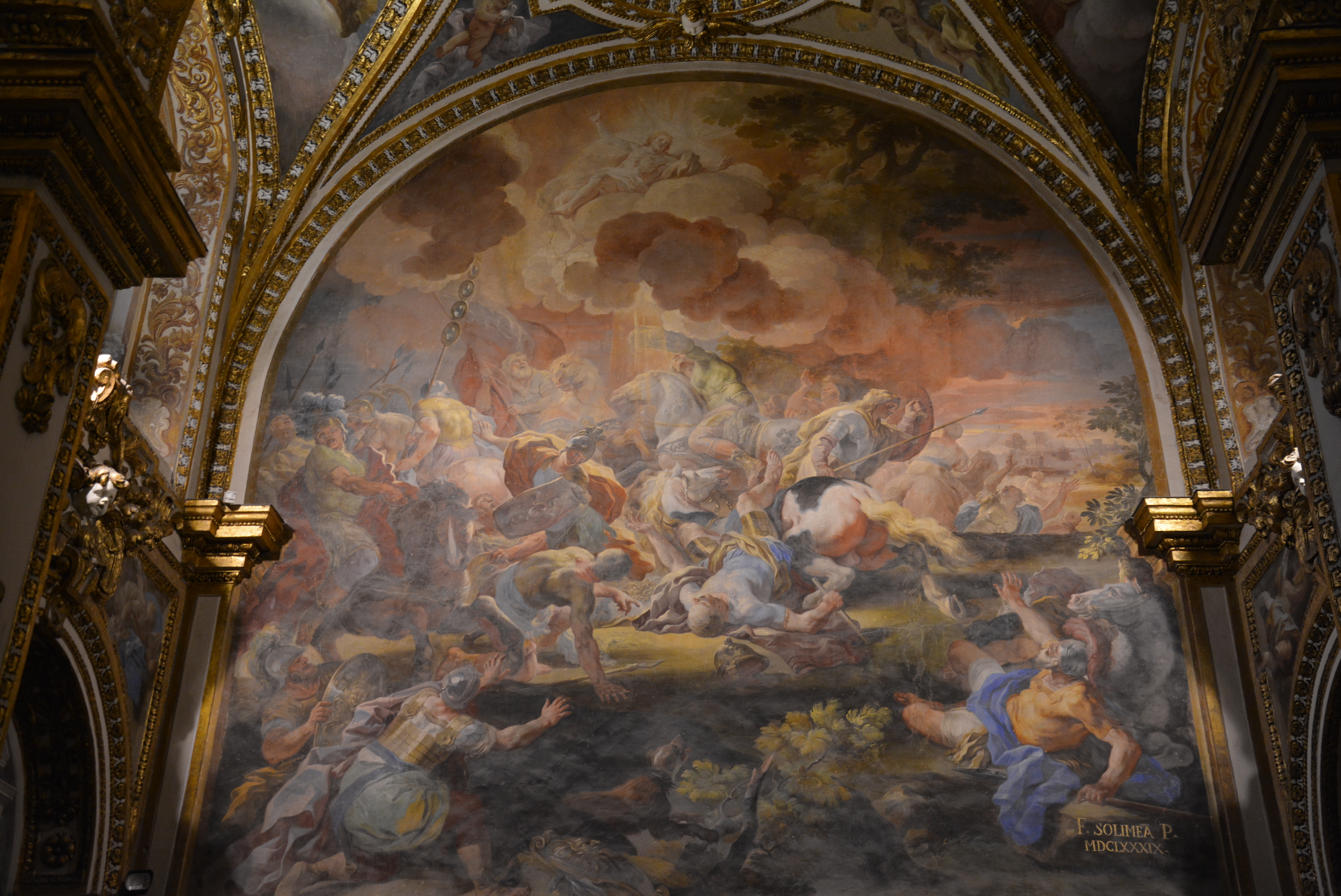
Caduta di san Paolo
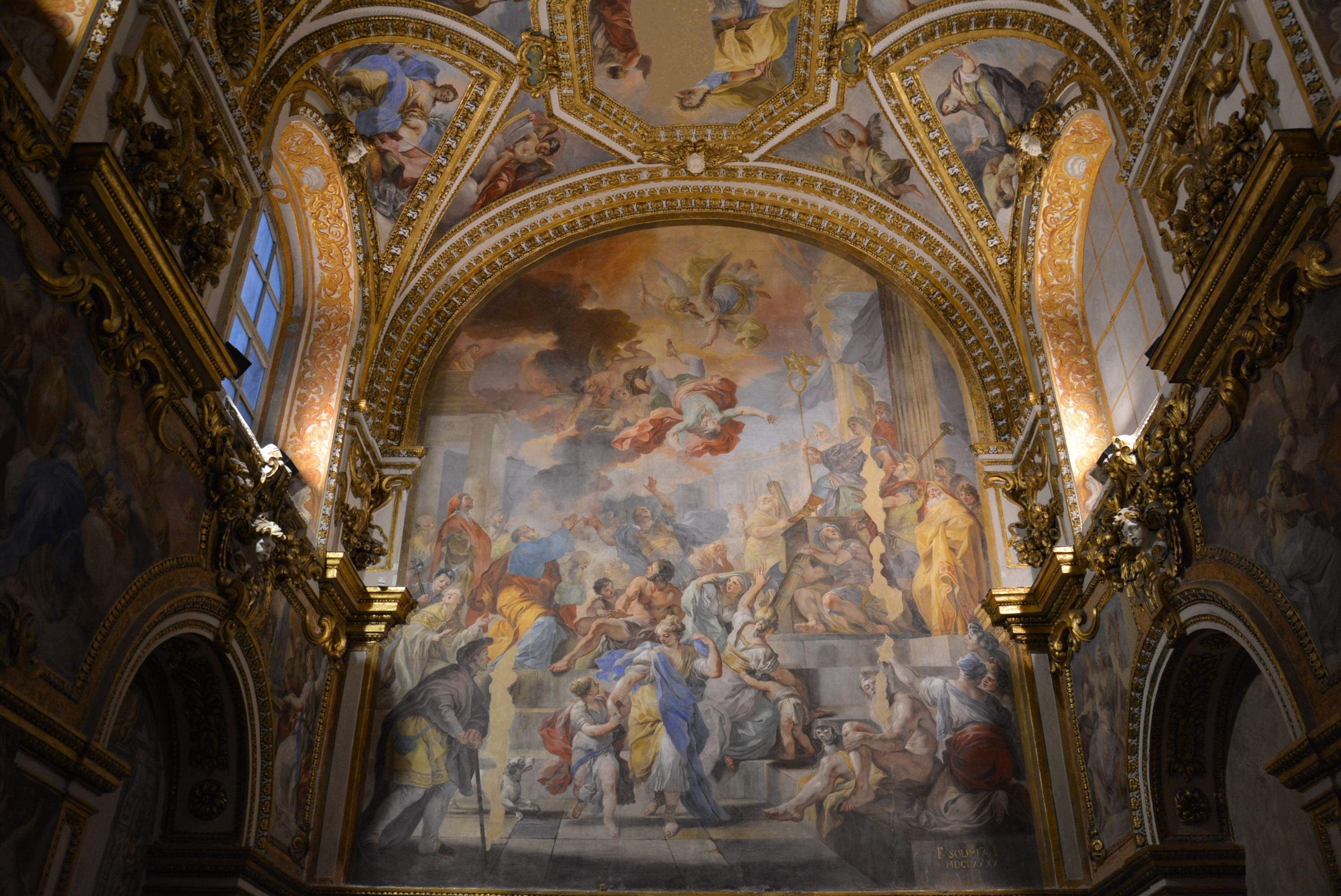
Caduta di Simon Mago
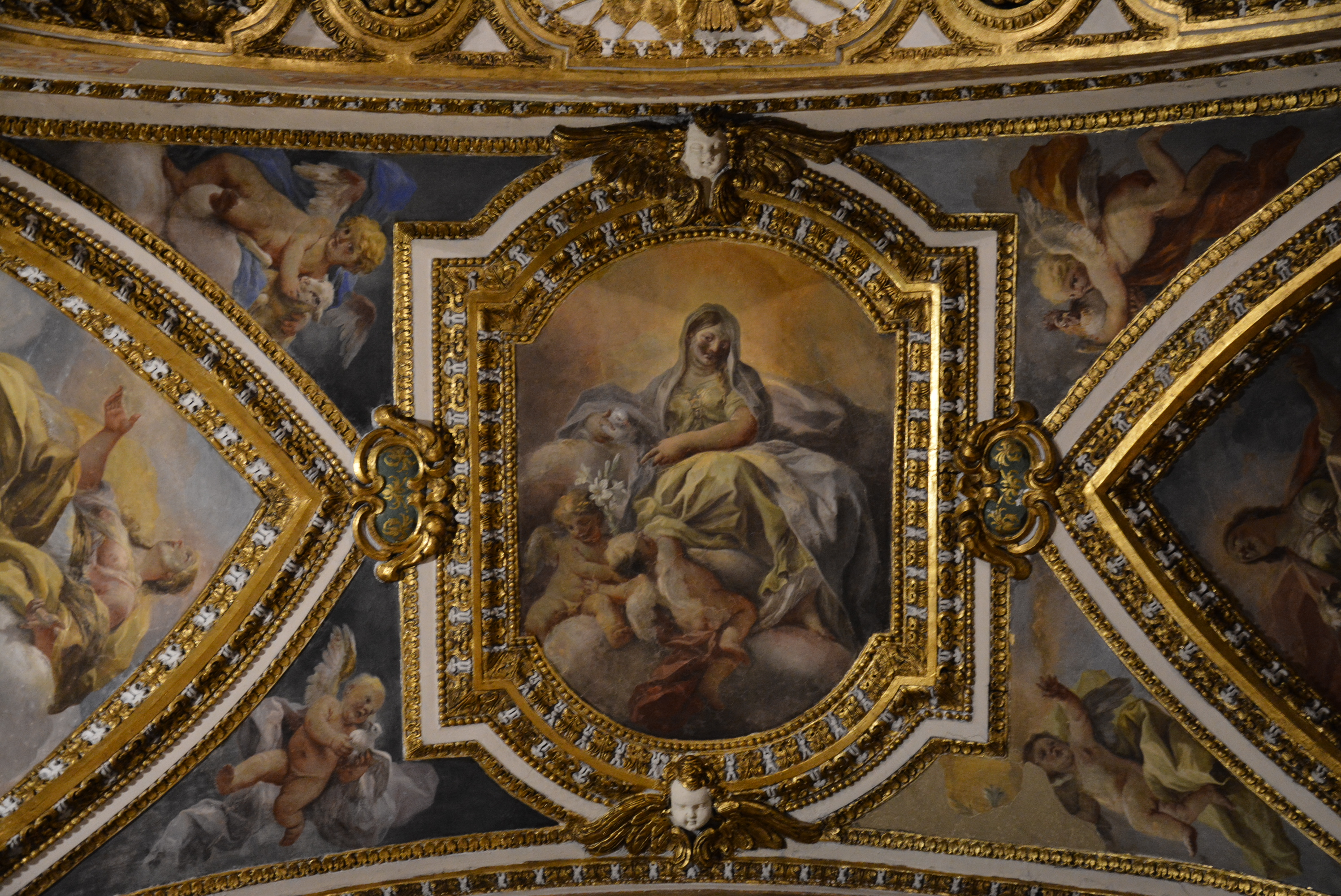
Allegoria della Purità (dettaglio della volta)
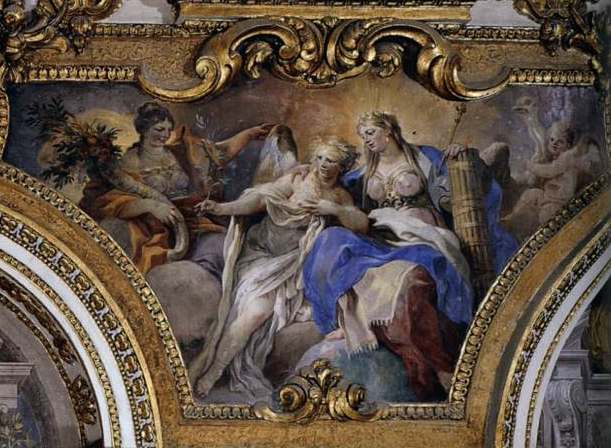
Allegoria della Pace, Giustizia e Abbondanza (dettaglio di una parete laterale)